# Ectypia mexicana
Ectypia mexicana là một loài bướm đêm thuộc phân họ Arctiinae, họ Erebidae.